# Zainingen
Zainingen ist ein Ortsteil der Gemeinde Römerstein im Landkreis Reutlingen in Baden-Württemberg.

## Geographie

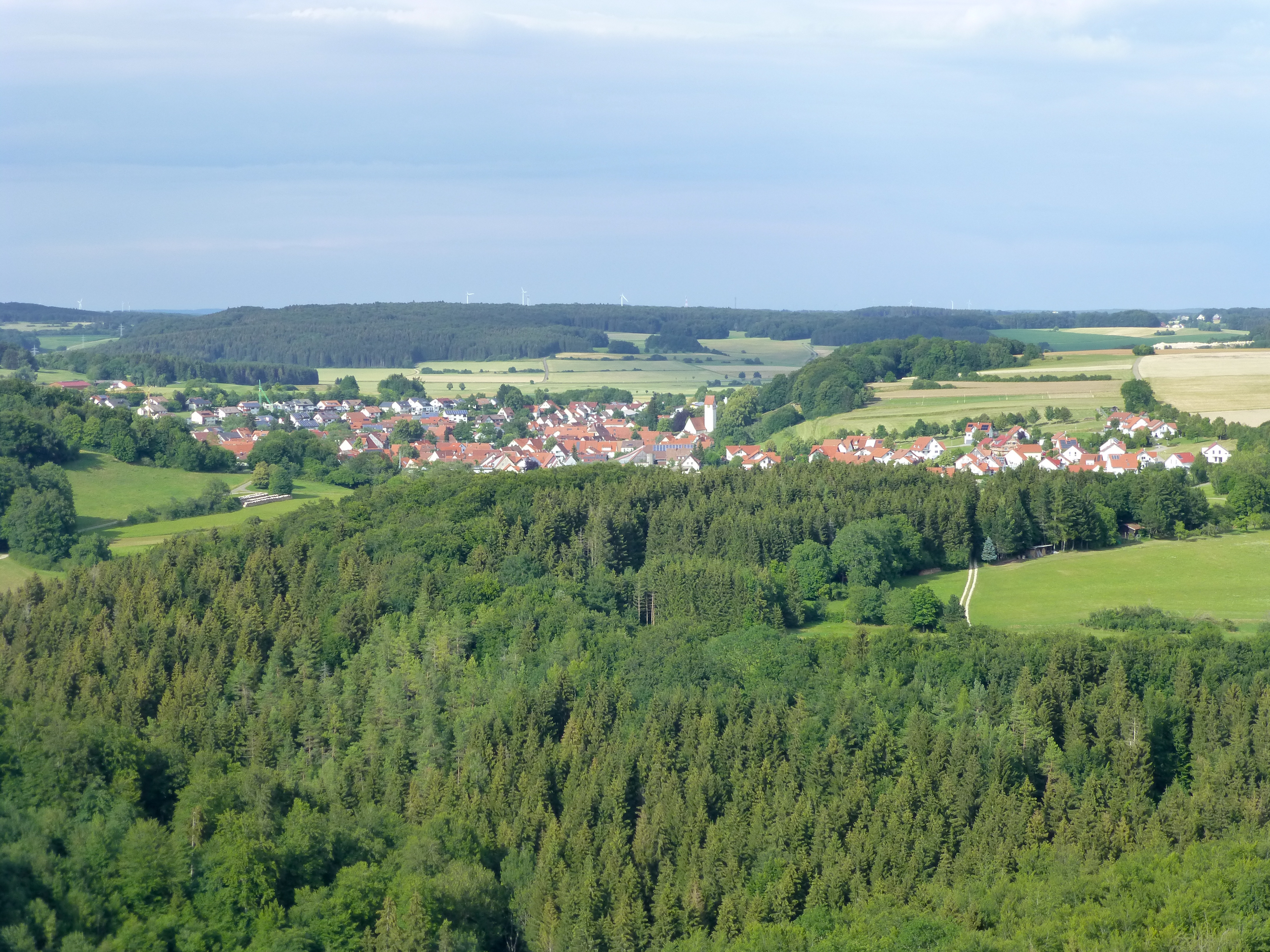
Blick vom Hursch-Turm auf Zainingen und die Mittlere Kuppenalb

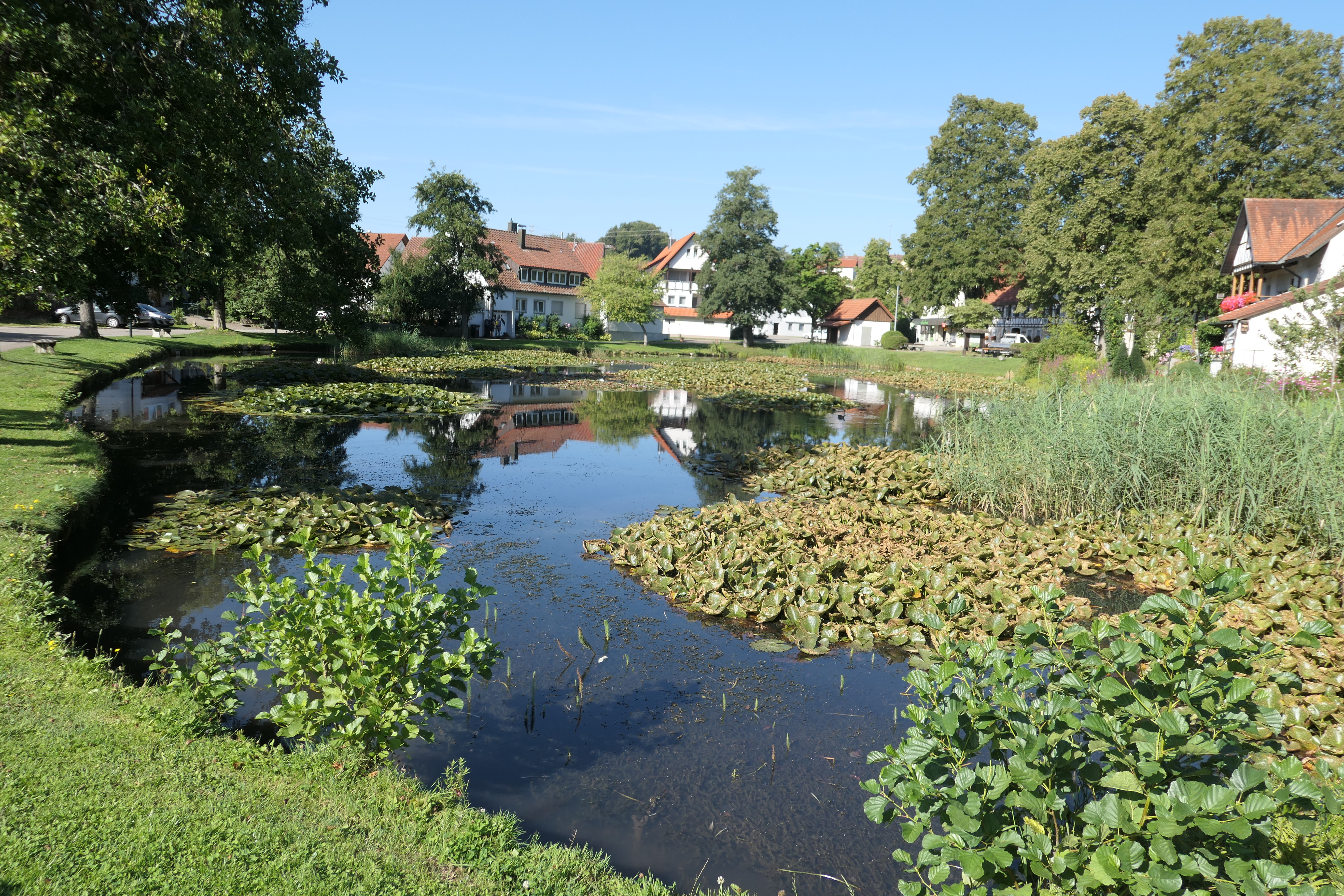
Die Hüle von Zainingen

Der Ort liegt in einem Maarkessel des ehemaligen Schwäbischen Vulkans. Im Dorfkern befindet sich eine Hüle, unter der sich vulkanischer Tuffit befindet.

## Geschichte
Die erste urkundliche Erwähnung Zeininger marca datiert aus dem Jahr 788 im sogenannten Codex Laureshamensis des Klosters Lorsch. Damals schenkte ein Mann namens Gubo einen Hof in Zainingen an das Kloster Lorsch. Bereits seit 1383 gehört Zainingen zu Württemberg und war dem Amt Urach zugeordnet. Vom Oberamt Urach kam der Ort 1938 zum Landkreis Münsingen. Mit der Auflösung des Landkreises Münsingen im Zuge der Kreisreform von 1973 kam die Gemeinde an den Landkreis Reutlingen. Am 1. Januar 1975 schloss sich Zainingen mit Böhringen und Donnstetten zur neuen Gemeinde Römerstein zusammen.

## Politik
Zainingen ist ein Ortsteil der Gemeinde Römerstein. Bürgermeister und Gemeindeverwaltung haben ihren Sitz in Böhringen. In Zainingen gibt es eine Verwaltungsstelle, die dreimal in der Woche geöffnet hat. Sie befindet sich im ehemaligen Rathaus. Der Ortschaftsrat besteht aus sieben Personen; Ortsvorsteher ist Markus Claß.

## Kultur und Sehenswürdigkeiten

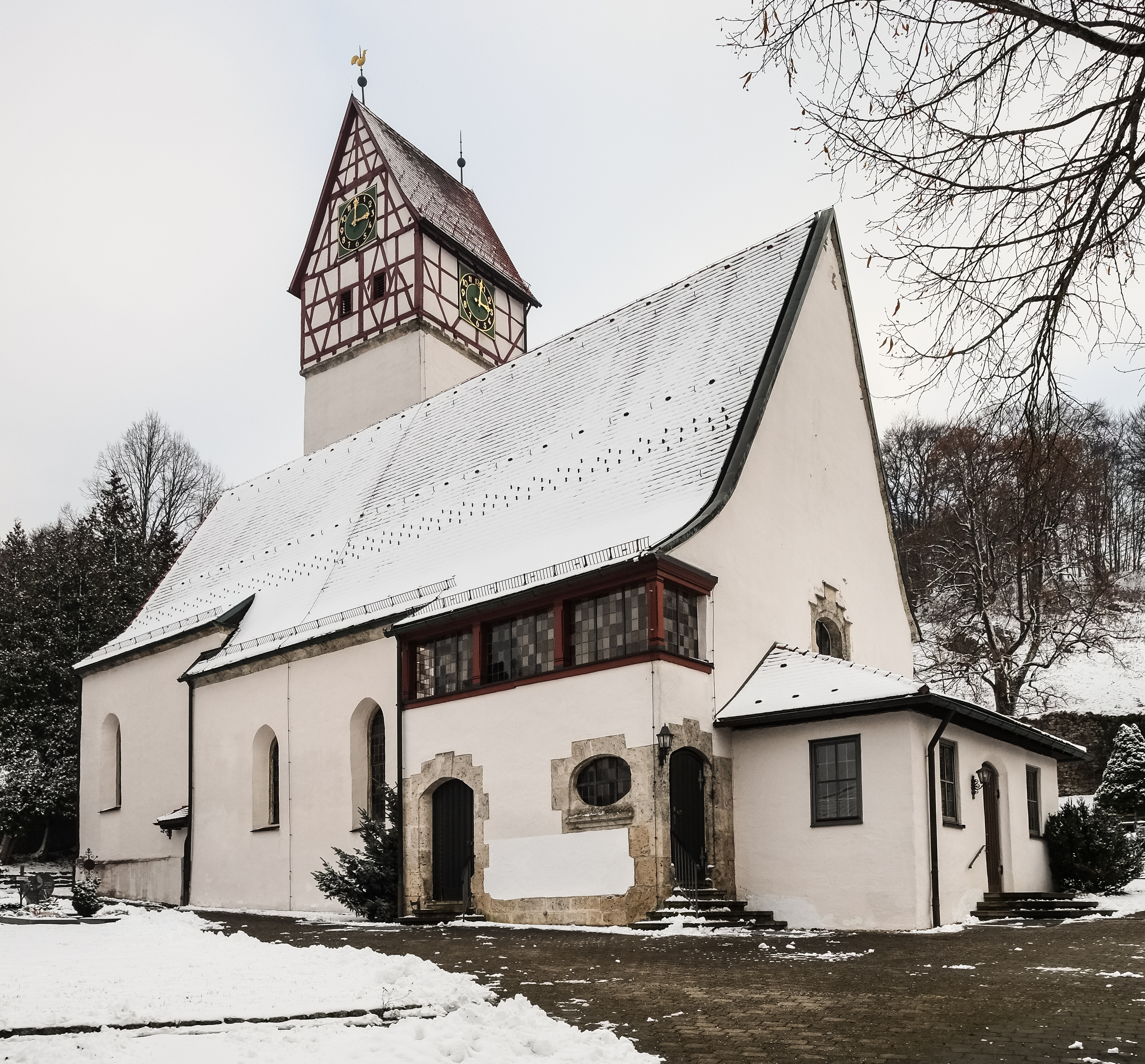
Martinskirche Zainingen

- Die Martinskirche in Zainingen gilt als eine der ältesten Missionsstationen auf der Schwäbischen Alb, das genaue Datum der Erbauung ist nicht bekannt, es dürfte zwischen 1476 und 1496 liegen. Im Langhaus befindet sich ein Wandgemälde des Heiligen Christophorus von 1496. Im Jahr 1559 wurde der Kirchhof von Herzog Christoph als Schutzhof mit einer hohen Ringmauer befestigt. Sowohl die Bevölkerung als auch die durchreisenden Transporte, insbesondere der Salzfuhren, die auf der Durchgangsstraße Wien-Paris eine große Rolle spielten, fanden hier Schutz. 1769 wurde die Martinskirche erstmals mit einer Orgel ausgestattet.

- Die Zaininger Hüle ist die größte erhaltene Hüle der Schwäbischen Alb. Sie ist als Naturdenkmal und als Geotop geschützt.

### Feste
Am ersten Wochenende im Juli findet immer der traditionelle Zaininger Hüle-Hock statt.

## Wirtschaft und Infrastruktur

### Verkehr
Die Bundesstraße 28, welche Bad Urach und Blaubeuren verbindet, führt auf einer 1936 gebauten Umgehungsstraße direkt an Zainingen vorbei.

### Öffentliche Einrichtungen
In Zainingen gibt es ein Rathaus, eine Grundschule, einen evangelischen Kindergarten und eine Mehrzweckhalle (Turn- und Festhalle), sowie ein Backhaus.